# Ле-Руже-Пер
Ле-Руже-Пер (фр. Le Rouget-Pers) — муніципалітет у Франції, у регіоні Овернь-Рона-Альпи, департамент Канталь. Ле-Руже-Пер утворено 1 січня 2016 року шляхом злиття муніципалітетів Пер i Ле-Руже. Адміністративним центром муніципалітету є Ле-Руже. Населення — 1278 осіб (01.01.2021).